# 朱壽𮢅
朱壽𮢅（？—1647年），字桂林，明朝宗室、南明軍事人物。

## 生平
朱壽𮢅是魯恭王朱頤坦的兒子，崇禎年間擔任臨安通判，有名聲；到弘光時，他與陳賡募兵勤王，部下都是驍武之人。隆武帝繼位後，擢任他為僉都御史，安撫雲南。永曆元年（1647年）孫可望攻打曲靖，朱壽𮢅和總兵孔思誠、副總兵孫守約、通判張京元守城，之後孔思誠等人投降，他知道自己不能免死，就打開麾蓋去和孫可望見面，行三揖禮，說：「感謝將軍不殺不掠之恩。」可望要脅他投降，他不願意，因此被囚別處，在壁上題詩。有人向孫可望告發，結果和巡按羅國瓛、知府焦潤生、推官夏衍虞共同被殺。

## 引用
1. 1 2  邵廷采《西南紀事·卷一》：大清順治四年丁亥春正月，王（永曆帝）在梧州。……是月（三月），孫可望入雲南。巡撫都御史羅國瓛、宗室朱壽琳（𮢅）死之。
2. 1 2  徐鼒《小腆紀傳·卷四》：是月（順治四年三月）……，可旺（孫可望）始入雲南。既敗沙賊於革泥關，遂屠曲靖，巡按羅國瓛、僉都御史朱壽琳（𮢅）、知府焦潤生、推官夏衍虞死之……
3. 1 2  錢海岳《南明史·卷二十七·列傳第三》：壽𮢅，字桂林，魯恭王頤坦子，崇禎中，官臨安通判，有聲績。弘光時，與陳賡募兵勤王，多驍武。紹宗擢僉都御史，安撫雲南。
4. ↑  錢海岳《南明史·卷二十七·列傳第三》：孫可望至曲靖，與總兵孔思誠、副總兵孫守約、通判張京元堅守。思誠等降，知不免，張麾蓋往見可望，行三揖禮，日：「謝將軍不殺不掠之恩。」脅之降，不從。繫之他所，題詩壁上。或以告可望，遂遇害。